# Paolo Patui
Paolo Patui (Udine, 25 luglio 1957) è uno scrittore e drammaturgo italiano.

## Biografia
Paolo Patui nasce a Udine il 25 luglio 1957.
Frequenta il liceo classico Jacopo Stellini di Udine e si laurea, nel 1980, in Lettere Moderne all'Università di Trieste con una tesi sulla drammaturgia di Luigi Candoni. 
Nel corso degli anni ‘80 si interessa in modo particolare all’attività teatrale regionale, collaborando con CSS – Teatro Stabile di Innovazione del Friuli Venezia Giulia. È autore di numerosi testi teatrali, rappresentati in Friuli, in Italia e all'estero.  Il territorio e la cultura della sua regione sono lo sfondo degli studi e delle sue opere. Tra questi Bigatis. Storie di donne friulane in filanda, in collaborazione con Elio Bartolini.
Nel 1987 si trasferisce a San Daniele del Friuli, dove, dopo aver ricoperto la carica di assessore alla Cultura e all'Istruzione presso lo stesso comune, nel 2004 si dedica alla creazione della rassegna di resistenza letteraria Leggermente. Per più di vent'anni è docente di materie letterarie presso l'ISIS Vincenzo Manzini di San Daniele del Friuli. 
Per la sua attività di divulgatore culturale, nel 2012 vince il Premio Etica per la cultura.
Nel 2019 è stato nominato direttore artistico del Teatri Stabil Furlan.

## Opere

### Narrativa e saggistica
- Le ultime volte - Forum Edizioni (2003)
- Volevamo essere I tupamaros - Edizioni Kappa Vu (2006)
- Decalogo semiserio di un ciclista anomalo - Ediciclo (2011)
- Il teatro friulano. Microstoria di un territorio (con Angela Felice) - Forum (2013)
- La scuola siamo noi - Gaspari Editore (2014)
- Scusate la polvere - Bottega Errante Edizioni (2019)
- Alfabeto friulano delle rimozioni - Bottega Errante Edizioni (2020)
- Carnia, una guida - Edizioni Odòs (2021)
- Il teatro e la sua città (con Francesca Tamburlini) - Bottega Errante Edizioni (2022)[2]
- Pasolini Photo Days - Il Volto Smascherato - dotARt, ed Exhibit Around APS (2023)

### Teatro
- Bigatis. Storie di donne friulane in filanda (con Elio Bartolini) - (2000)[3]
- Progetto Storie interrotte; il sud che ha fatto l'Italia - (2006)[4]
- Pieri da Brazzaville - (2011)[5]
- La solitudine del tennista - (2014)[6]

## Premi e riconoscimenti
- Premio nazionale Candoni (1979) con l’atto unico “L’Insuccesso”
- Premio Adelaide Ristori (2000) con “Bigatis. Storie di Donne Friulane in Filanda”[7]
- Premio Piccola Editoria di Qualità (2006) con “Volevamo essere i Tupamaros”[8]
- Premio Etica per la Cultura (2012)
- Premio Nazionale Storie di sport (2021) con “Chiquito dieci e lode”[9]